# Fresno Alhándiga
Fresno Alhándiga es un municipio y localidad española de la provincia de Salamanca, en la comunidad autónoma de Castilla y León. Se integra dentro de la comarca de la Tierra de Alba y pertenece al partido judicial de Salamanca. Su término municipal está formado por un solo núcleo de población y cuenta con una población de 181 habitantes (INE 2024).

## Geografía
Integrado en la comarca de Tierra de Alba, se sitúa a 33 kilómetros de Salamanca. El término municipal está atravesado por la Autovía Ruta de la Plata (A-66) y por la carretera nacional N-630, entre los pK 369 y 372, además de por la carretera provincial SA-114, que se dirige hacia Alba de Tormes, y por carreteras locales que conectan con Sieteiglesias de Tormes y La Maya. 
El relieve del municipio está definido por una zona llana hacia el este, cercana a la ribera del río Tormes, y otra algo más elevada hacia el oeste. La altitud oscila entre los 930 metros al oeste, en el límite con Pedrosillo de los Aires, y los 825 metros al este, en la ribera de un ramal del río Tormes. El pueblo se alza a 835 metros sobre el nivel del mar. 
| Noroeste: Beleña                  | Norte: Beleña | Nordeste: Sieteiglesias de Tormes |
| Oeste: Pedrosillo de los Aires    |               | Este: Pelayos                     |
| Suroeste: Pedrosillo de los Aires | Sur: La Maya  | Sureste: La Maya                  |

## Historia
En el año 939 tuvo lugar en el término municipal de Fresno-Alhándiga la batalla de Alhandega, que tuvo lugar entre el río Alhándiga y la zona hoy conocida como el barranco de Cortos, entre los ejércitos leoneses y musulmanes, saliendo victoriosas las tropas de Ramiro II de León. Asimismo, la documentación medieval recoge la fundación y fortificación por parte de este rey leonés del lugar de Alhandega, no apareciendo Fresno con dicho nombre recogido en la documentación hasta el siglo XIV, respondiendo a la repoblación del entonces despoblado de Alhandega, quedando encuadrado en la Tierra de Alba de Tormes en el Cuarto de Allende el Río, a la que ya pertenecía el territorio del término desde su reconquista en el siglo X por parte de las tropas del Reino de León. Con la creación de las actuales provincias en 1833, Fresno-Alhándiga quedó integrado en la provincia de Salamanca, dentro de la Región Leonesa.

## Geografía humana

### Demografía
Cuenta con una población de 181 habitantes (INE 2024).

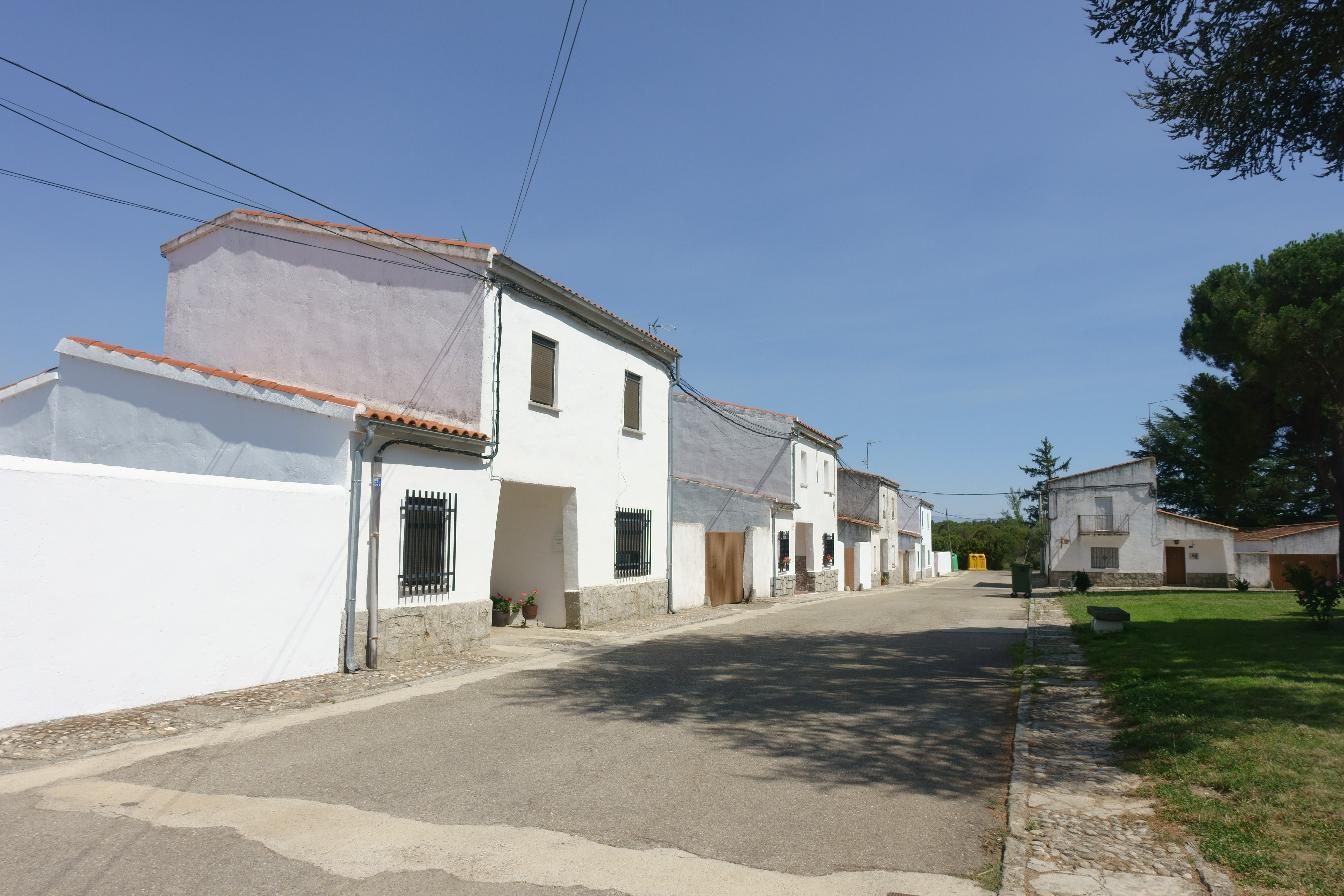
Calle

| Gráfica de evolución demográfica de Fresno Alhándiga entre 1842 y 2021                                                |
| |
| Población de derecho según los censos de población del INE. Población de hecho según los censos de población del INE. |

## Símbolos
El 28 de noviembre de 2022 el Pleno del Ayuntamiento en sesión extraordinaria aprobó el escudo y bandera municipales, así como la memoria justificativa. Después de seguirse todos los trámites legales ambos símbolos fueron publicados en el Boletín Oficial de Castilla y León el 9 de febrero de 2023. La descripción del escudo es:

Escudo partido y entado en punta: 1º, en campo de gules, un castillo de oro aclarado de gules. 2º, en campo de plata, un árbol arrancado al natural. Entado de ondas de plata y azur. Al timbre, corona real cerrada.

Por su parte, la descripción de la bandera es:

Bandera rectangular, de proporción 2:3, cuartelada de rojo y blanco. Al centro, el escudo municipal en sus colores.

## Administración y política

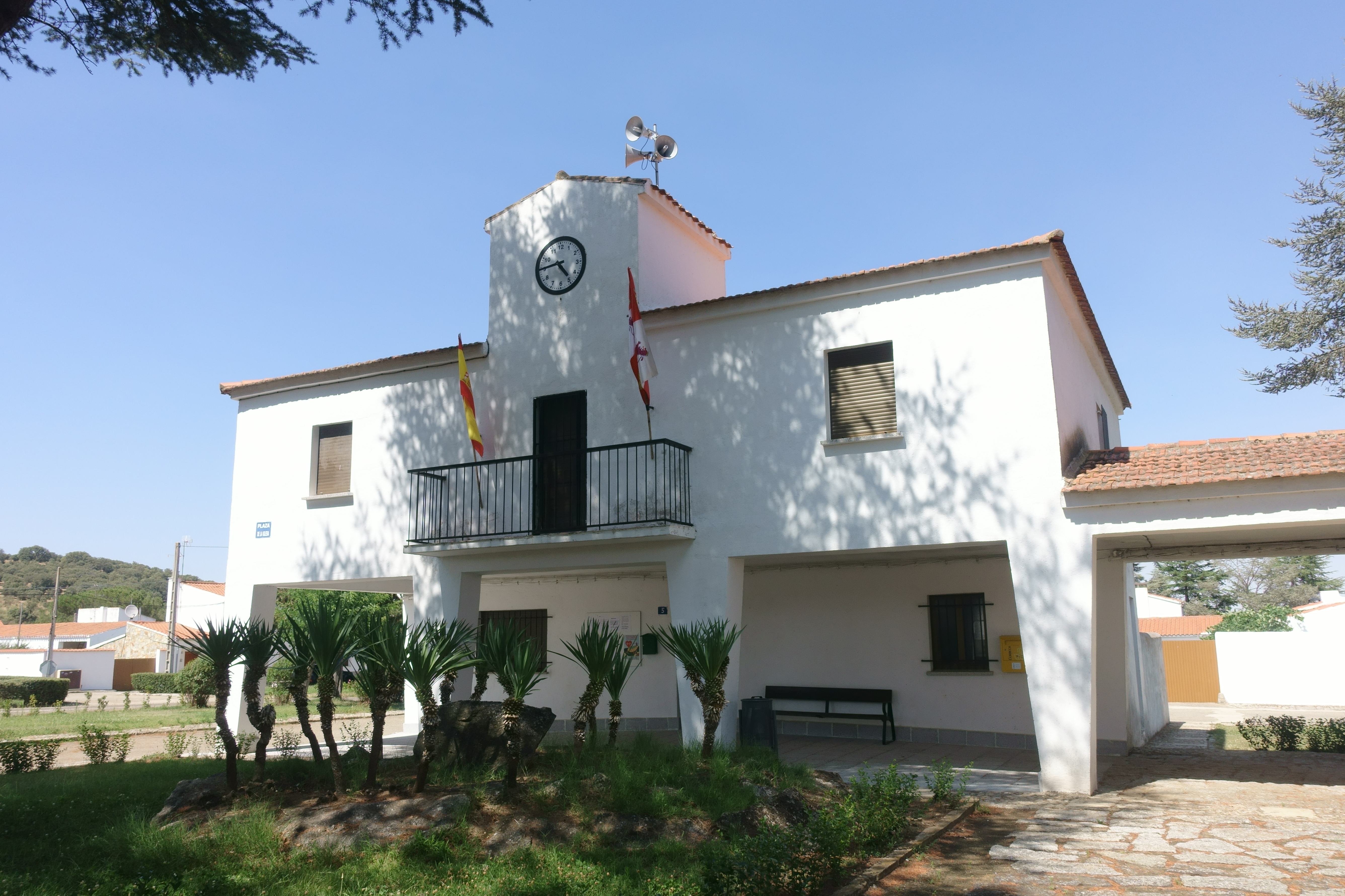
Casa consistorial

| Partido político                         | 2019  | 2019  | 2019       | 2015  | 2015  | 2015       | 2011  | 2011  | 2011       | 2007  | 2007  | 2007       | 2003  | 2003  | 2003       |
| Partido político                         | %     | Votos | Concejales | %     | Votos | Concejales | %     | Votos | Concejales | %     | Votos | Concejales | %     | Votos | Concejales |
| Partido Socialista Obrero Español (PSOE) | 57,23 | 99    | 4          | 19,70 | 40    | 1          | 40,55 | 88    | 3          | 32,52 | 67    | 2          | 35,43 | 79    | 2          |
| Partido Popular (PP)                     | 38,15 | 66    | 1          | 37,93 | 77    | 3          | 58,53 | 127   | 4          | 66,50 | 137   | 5          | 63,23 | 141   | 5          |
| Agrupación Vecinal FRES-ALH              | —     | —     | —          | 41,38 | 84    | 3          | —     | —     | —          | —     | —     | —          | —     | —     | —          |

## Cultura

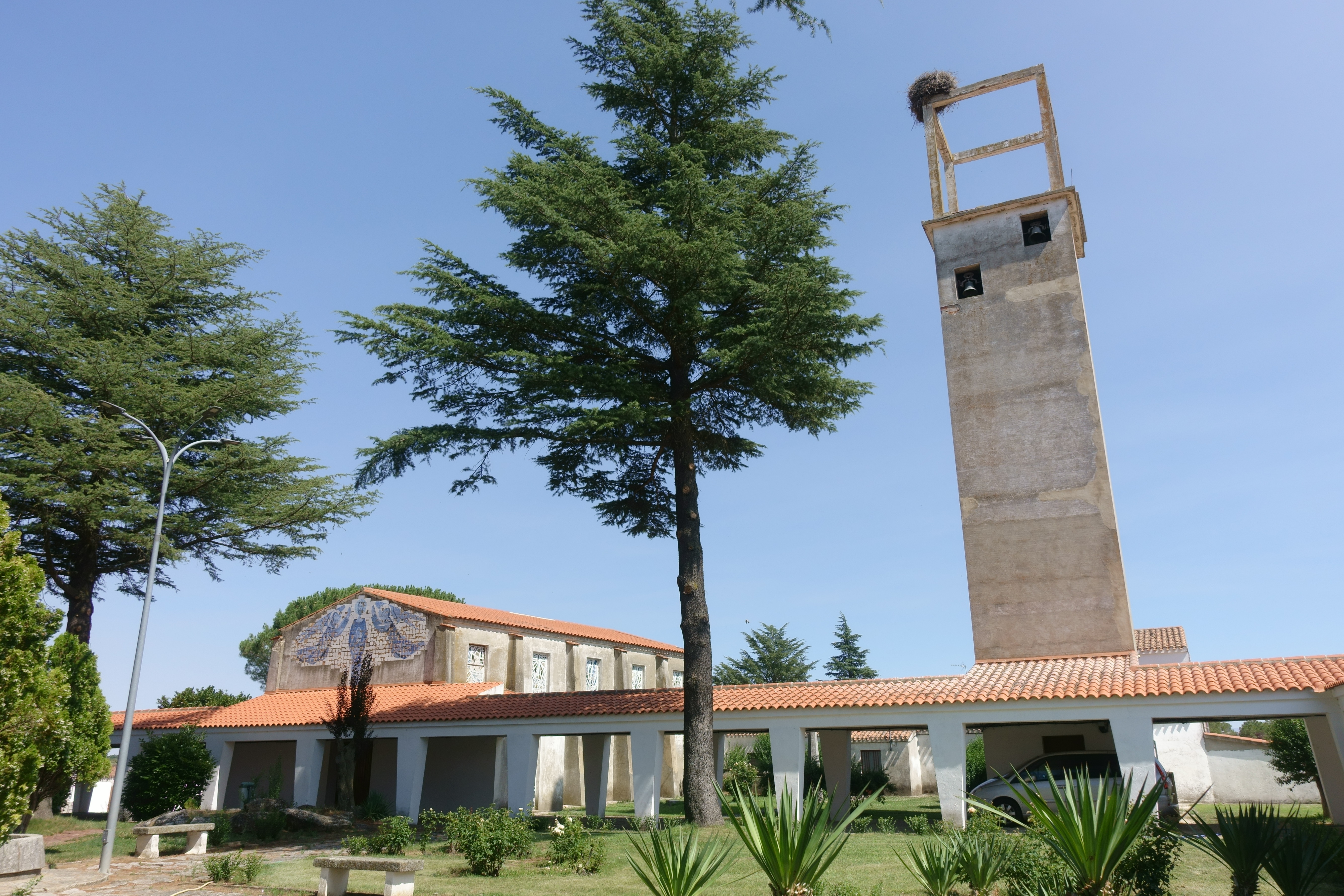
Iglesia de San Miguel Arcángel

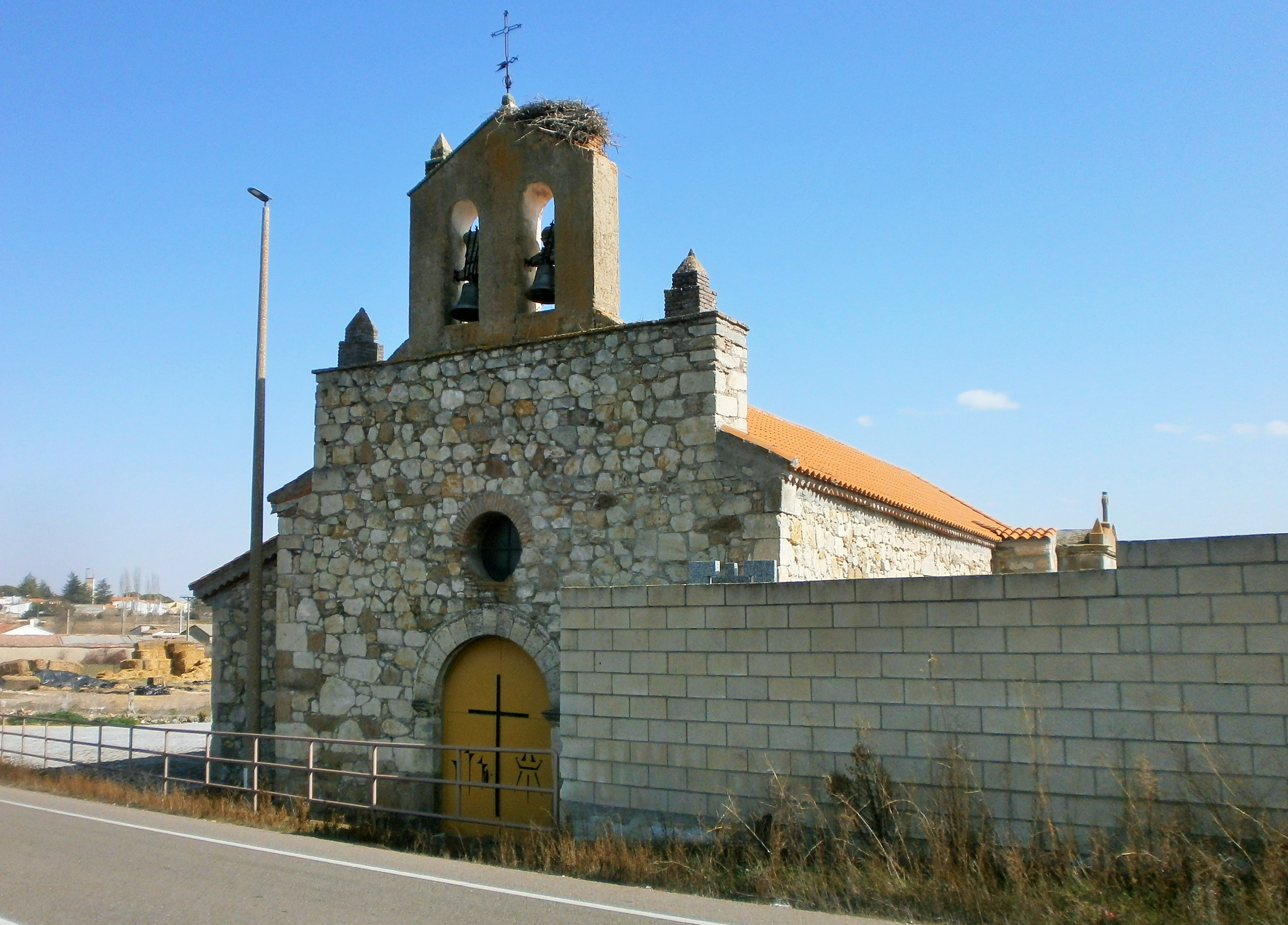
Ermita de San Isidro

### Patrimonio
- Iglesia de San Miguel Arcángel.
- Ermita de San Isidro.

### Fiestas
- Santa Cruz (3 y 4 de mayo).
- San Isidro (15 de mayo).
- San Roque (15,16 y 17 de agosto).